# Battaglia di Ravenna (729)
La battaglia di Ravenna fu combattuta nel 729 tra le truppe dell'imperatore bizantino Leone III, contro dei ribelli italiani, sollevati da Papa Gregorio II, in difesa del culto delle immagini, che l'imperatore Leone aveva bandito.

## Contesto storico
Nel 726 sorsero delle dispute fra il papa e Costantinopoli sull'iconoclastia (dopo il decreto dell'imperatore Leone III del 726) che prevedeva la distruzione delle immagini di culto. Come vedremo in seguito, il re longobardo Liutprando sfrutterà questi contrasti per conquistare molte città bizantine.
Nel 727 l'Imperatore inviò alcuni suoi uomini (il duca Basilio, l'esarca Paolo, Giovanni, il cartulario Giordano ecc.) a uccidere il papa. Ma il loro piano non ebbe successo: il popolo romano, venuti alla luce i loro piani, trucidò Giovanni mentre Basilio fu costretto a farsi monaco. Allora Paolo mise insieme un potente esercito e si diresse verso Roma con lo scopo di deporre il pontefice. Tuttavia il popolo romano e i Longobardi di Spoleto e della Toscana ostacolarono l'esercito imperiale impedendogli di deporre il papa.
Nel 728 l'esarca tentò di muovere contro il pontefice gli abitanti della Pentapoli ma questi, fedeli al papa, si ribellarono all'esarca. Gli abitanti della Pentapoli pensarono addirittura di eleggersi un imperatore che avrebbe poi conquistato Costantinopoli e deposto l'eretico Leone III. Ma il Papa si oppose ai loro piani, in quanto sperava in un ravvedimento di Leone III. Nel frattempo il duca di Napoli marciò verso Roma per deporre il papa ma venne ucciso dal popolo romano, che riuscì anche a cacciare il duca bizantino di Roma Pietro, reo di essere ostile al papa.

## Rivolta a Ravenna
Scoppiò una rivolta anche a Ravenna, dove i sostenitori delle immagini sacre erano superiori in numero agli iconoclasti. Nella rivolta, perse la vita l'esarca Paolo. Per punire la rivolta e recuperare il possesso della città, Leone III inviò una flotta che attraversò il mare Adriatico in direzione di Ravenna. Dopo aver incontrato venti sfavorevoli che rallentarono la rotta, i Bizantini arrivaronò nei pressi di Ravenna dove minacciarono il popolo ribelle di massacrare la popolazione come aveva fatto qualche decennio prima Giustiniano II, che aveva ordinato l'esecuzione di 50 degli abitanti più illustri per punire una rivolta. Le donne e il clero si prostrarono in preghiera, mentre gli uomini ravennati si armarono e andarono incontro al nemico per respingere il loro assalto. Dopo un'aspra battaglia, i Bizantini furono sconfitti e uccisi in migliaia mentre si dirigevano verso le navi. Le acque del Po furono così infettate dal sangue, si dice, che per sei anni gli abitanti di Ravenna non poterono mangiare pesce pescato nel fiume.

## Conseguenze
Liutprando approfittò di queste rivolte per sottomettere alcune località fortificate dell'Emilia, ad esempio Busseto, Frignano, Monteveglio e Persiceta, come pure la più importante Osimo nella Pentapoli. Le sue truppe occuparono la fortificazione di Sutri, nella parte settentrionale del ducato romano, che il re longobardo liberò dopo cinque mesi, solamente in seguito alle pressanti richieste del papa. Questa restituzione, nota come Donazione di Sutri, fornì il precedente legale per attribuire un potere temporale al papato, che avrebbe infine prodotto lo Stato della Chiesa.
Nello stesso periodo un nipote di Liutprando, Ildeprando, riuscì insieme al duca di Vicenza Peredeo a espugnare la capitale dell'Esarcato, dopo pochi giorni di assedio, grazie al tradimento di un Ravennate che aprì le porte ai Longobardi.
Nel 735 i Bizantini, sotto la guida del nuovo esarca Eutichio e con l'aiuto dei Veneziani, recuperarono la città di Ravenna.